# Eubranchus tricolor
Eubranchus tricolor är en snäckart som beskrevs av Forbes 1838. Eubranchus tricolor ingår i släktet Eubranchus och familjen Eubranchidae. Arten är reproducerande i Sverige. Inga underarter finns listade i Catalogue of Life.